# Cerro del Almirez
Cerro del Almirez är ett berg i Spanien.   Det ligger i provinsen Provincia de Almería och regionen Andalusien, i den södra delen av landet, 400 km söder om huvudstaden Madrid. Toppen på Cerro del Almirez är 2 501 meter över havet, eller 227 meter över den omgivande terrängen. Bredden vid basen är 7,1 km.
Terrängen runt Cerro del Almirez är kuperad västerut, men österut är den bergig. Cerro del Almirez ligger uppe på en höjd som går i öst-västlig riktning. Runt Cerro del Almirez är det glesbefolkat, med 13 invånare per kvadratkilometer. Närmaste större samhälle är Ugíjar, 19,3 km sydväst om Cerro del Almirez. 